# Xyeloblacus melanobasis
Xyeloblacus melanobasis är en stekelart som beskrevs av Van Achterberg 1997. Xyeloblacus melanobasis ingår i släktet Xyeloblacus och familjen bracksteklar. Inga underarter finns listade i Catalogue of Life.